# Empire Earth
Empire Earth viết tắt EE là một trò chơi máy tính thuộc thể loại chiến lược thời gian thực do hãng Stainless Steel Studios phát triển và Sierra Entertainment phát hành vào ngày 23 tháng 11 năm 2001. Là phiên bản đầu tiên của dòng game Empire Earth. Trò chơi được mô tả là rất giống với loạt game Age of Empires và nhận được lời đánh giá tích cực.
Tương tự như các game dàn trận khác là lấy nông dân thu thập tài nguyên, xây dựng công trình, tạo lính, nâng cấp công nghệ rồi cuối cùng dẫn quân đánh bại và tiêu diệt đối phương. Empire Earth bao trùm suốt 5.000 năm lịch sử nhân loại, được chia thành 14 kỷ nguyên của sự phát triển khoa học kỹ thuật, từ thời ăn lông ở lỗ đến thời kỳ tự động hóa hiện đại bắt đầu với thời kỳ Tiền sử và kết thúc ở thời đại Nano.
Bản mở rộng Empire Earth: The Art of Conquest do hãng Mad Doc Software phát triển và phát hành vào ngày 17 tháng 9 năm 2002. Game bổ sung thêm tính năng mới như quyền năng đặc biệt cho mỗi phe phái và một kỷ nguyên mới thứ 15 mang tên thời đại Vũ trụ, tập trung vào những thuộc địa của các hành tinh trên vũ trụ.

## Cách chơi
Empire Earth tương tự như loạt game Age of Empires ở chỗ cùng là game chiến lược thời gian thực lấy bối cảnh lịch sử. Chỉ khác dôi chút là Empire Earth sử dụng đồ họa 3D thay vì 2D như Age of Empires II, một game có thể so sánh vào thời điểm đó. Tự trò chơi gồm có nhiều tính năng độc đáo và sáng tạo, bao gồm hệ thống "tinh thần", trực tiếp ảnh hưởng đến trạng thái đơn vị cá nhân. Nó cũng kết hợp hệ thống "anh hùng". Anh hùng có thể được mua tại nhà chính (Town Center) hoặc thủ phủ (Capital). Có hai loại anh hùng, anh hùng chiến lược gia chuyên hồi máu cho các đơn vị xung quanh và có thể làm mất tinh thần các đơn vị kẻ thù trong khi anh hùng chiến binh làm tăng sĩ khí cho các đơn vị xung quanh và khả năng sát thương lớn. Cuối cùng, người chơi có sự lựa chọn tạo ra phe phái riêng của họ với những phần thưởng độc đáo. Empire Earth cũng trang bị cho người chơi những công cụ biên tập, cho phép xây dựng bản đồ 3 chiều cũng như các nhiệm vụ riêng cho mình. Tuy nhiên việc xây dựng bản đồ trong Empire Earth còn gây không ít khó khăn và kéo dài thời gian cho người chơi.
Kỷ nguyên là những thời kỳ mà người chơi phải trải qua trong Empire Earth. Mỗi thời kì đại diện cho một thời đại thực trong lịch sử. Trong Empire Earth, hai thời kỳ cuối (thời đại Kỹ thuật số và Nano) được đặt trong tương lai vừa phải. Trong khi bản Art of Conquest bổ sung thêm thời kỳ tương lai thứ ba là thời đại vũ trụ. Chủ yếu đề cập đến thuộc địa vũ trụ. Mỗi thời đại mang lại công nghệ và các đơn vị quân mới. Mỗi bước tiến đều yêu cầu xây dựng các công trình bổ sung và chi phí gia tăng sự phát triển mà từng kỷ nguyên đạt được, dù khả năng thu thập tài nguyên cần đến ngày càng tăng. Với kỷ nguyên mới, Một số đơn vị mới sẽ xuất hiện đồng nghĩa với việc từ bỏ khả năng tạo đơn vị cũ dù bất kỳ đơn vị cũ nào vẫn còn sống đều được giữ lại. Các kỷ nguyên trong Empire Earth gồm thời Tiền sử (Prehistoric Age), thời đại đồ đá mới (Stone Age), thời đại đồ đồng đá (Copper Age), thời đại đồ đồng (Bronze Age), thời kỳ Tăm tối (Dark Age), thời Trung Cổ (Middle Ages), thời đại Phục Hưng (Renaissance), thời kỳ Cận đại (Imperial Age), thời đại Công nghiệp (Industrial Age), Thế chiến I (World War I), Thế chiến II (World War II), thời Hiện đại (Modern Age), thời đại Kỹ thuật số (Digital Age) và thời kỳ Nano (Nano Age). Thêm một kỷ nguyên mới là thời đại Vũ trụ (Space Age) xuất hiện trong bản Empire Earth: The Art of Conquest.

Hình chụp trong game bản mở rộng Empire Earth: The Art of Conquest.

Vài đơn vị khác nhau xuất hiện trong mỗi thời đại, mỗi cái được sản xuất trong một công trình khác nhau. Một số đơn vị như bộ binh đều sẵn có trong mỗi thời đại và có thể được tạo ra tại nhà lính (Barracks). Các đơn vị khác như cung thủ có từ thời đại đồ đá đến thời kỳ Phục Hưng và được tạo ra tại nhà bắn cung. Kỵ binh có từ thời đại đồ đồng đá đến thời đại công nghiệp và được tạo ra tại chuồng ngựa (Stables). Khí cụ công thành như máy lăng đá được tạo ra tại xưởng quân khí, chúng có từ thời kỳ đồ đồng đến thời kỳ Tăm tối và về sau được thay thế bằng máy bắn đá vào thời Trung Cổ trong suốt thời kỳ Phục Hưng và cuối cùng được thay thế bằng súng đại bác vào thời kỳ Cận đại. Vào thời kỳ Thế chiến I sẽ xuất hiện một số công trình mới dành cho người chơi như sân bay, nhà sản xuất tăng (Tank Factories) và quân cảng (Naval Yards) dùng để mua máy bay, xe tăng và tàu ngầm v.v… Trong thời đại Kỹ thuật số có thêm nhà cyber và phòng thí nghiệm có thể sản xuất nhiều loại người máy được biết đến với tên gọi Cyber trong Empire Earth.
Giống như nhiều game chiến lược thời gian thực, có những công nghệ có sẵn để cải thiện phe phái của người chơi. Những công nghệ để cải thiện nông nghiệp có thể được nghiên cứu tại kho thóc. Công nghệ liên quan đến sức khỏe có thể được nghiên cứu tại bệnh viện. Công nghệ nghiên cứu tại bệnh viện giúp cải thiện cột máu, tốc độ và khả năng sát thương cho các cư dân, tỉ lệ và phạm vi hồi máu của một bệnh viện hoặc sức chứa dân số. Những nâng cấp về giáo dục được thực hiện tại nhà đại học có thể bảo vệ các đơn vị thoát khỏi phép cải đạo từ tu sĩ. Những nâng cấp về kinh tế được thực hiện tại nhà chính hoặc thủ phủ. Những nâng cấp này sẽ tăng tỷ lệ các nguồn tài nguyên được thu thập.

### Phe phái

Sau thời kỳ Tiền sử, người chơi có thể xây dựng các đơn vị hải quân. Hiển thị ở đây; Galley (bên trái giữa), Frigate (nằm dưới giữa), Chiến hạm (trên cùng) và Tuần dương hạm (bên trên giữa) là những tàu chính cho đến khi tàu galley được thay thế bằng tàu ngầm trong thời Hiện đại. Tàu tuần dương có từ thời đại Công nghiệp.

Empire Earth có tổng cộng 21 phe phái, (với hai phe được bổ sung trong The Art of Conquest). Các phe phái được xác định trước trong màn chơi và do người chơi lựa chọn ngay sau khi bắt đầu bản đồ ngẫu nhiên của game. Ngoài ra, người chơi có thể tạo ra phe phái thông qua menu chính hoặc trong công cụ tạo màn. Mỗi phe phái sẽ có một số phần thưởng chẳng hạn như tốc độ gia tăng hoặc giảm chi phí cho một loại đơn vị. phe phái nào có thể được chơi trong kỷ nguyên bất kỳ nhưng chỉ tác động mạnh trong thời kỳ sử dụng các đơn vị có thưởng thêm. Trong kịch bản, người chơi nhận được "điểm civ" để hoàn thành các nhiệm vụ khác nhau. Sau đây là những phe phái có sẵn được nhóm lại vào kỷ nguyên phù hợp. Ngoại trừ phe Novaya Nga và lực lượng nổi dậy trong tương lai, tất cả các phe phái trong Empire Earth đều có thực trong lịch sử. Những phe phái từ thời Tiền sử đến thời kỳ Tăm tối gồm Hy Lạp cổ đại, Đế quốc Assyria, Babylon, Byzantine La Mã, Carthage và Vương quốc Israel. Những phe phái từ thời Trung Cổ đến thời Cận đại gồm Áo, Anh, Frank, Vương quốc Ý, Đế quốc Ottoman và Tây Ban Nha. Những phe phái từ thời đại Nguyên tử đến thời kỳ Hiện đại gồm Pháp, Đức, Anh, Ý, Liên Xô và Mỹ và những phe phái từ thời đại Kỹ thuật số đến thời kỳ Vũ trụ gồm Trung Quốc, Novaya Nga và Lực lượng nổi dậy. Nhật Bản và Hàn Quốc được thêm vào trong bản mở rộng The Art of Conquest và thuộc về nhóm "thời đại Kỹ thuật số đến thời kỳ Vũ trụ".

### Chơi mạng
Phần chơi nhiều người bao gồm chơi trực tuyến và chơi nối mạng lên đến 8 người cùng một lúc. Game vẫn là một cuộc chiến tranh cơ bản giữa tất cả các bên, trừ phần ngoại giao được tham gia. Cho đến tháng 11 năm 2008, mục chơi mạng chạy trên máy chủ chính thức của Sierra, nhưng bị Activision đóng cửa bởi hãng đã mua lại công ty. Tuy nhiên, người chơi vẫn có thể chơi trực tuyến bằng cách kết nối trực tiếp đến địa chỉ IP của máy chủ trò chơi, cung cấp bức tường lửa của máy chủ có cổng 33.334-33.336 chuyển tiếp.

## Chiến dịch
Giống như nhiều game chiến lược thời gian thực khác, Empire Earth có phần chiến dịch chơi đơn. Tuy nhiên, không giống như một số game, mỗi màn chơi sẽ kể một câu chuyện và người chơi có một phần trong câu chuyện đó. Chia ra từ chiến dịch của Nga, nhiệm vụ "Chiến dịch Sư tử biển" trong chiến dịch của Đức và màn chơi đầu tiên trong phần này là chiến dịch Hy Lạp, tất cả các trận chiến trong các chiến dịch đều có thực trong lịch sử, ngoại trừ phe Nga.

### Hướng dẫn
Chiến dịch đầu tiên trong Empire Earth là chiến dịch hướng dẫn. Chiến dịch này là nơi mà người chơi được dạy cách chơi Empire Earth và có sẵn trong cả bản gốc và bản mở rộng The Art of Conquest. Conquest. Chiến dịch này được chia thành hai phần và không cần phải chơi theo thứ tự. Phần đầu tiên nói về sự trỗi dậy của Phoenicia trong khi phần thứ hai là về sự trỗi dậy của Đế quốc Byzantine. Hướng dẫn chi tiết cách xây dựng quân đội, tường thành và các công trình quân sự khác ví dụ như tháp canh. Người chơi chỉ có thể chơi phe Phoenicia trong phần đầu của chiến dịch nhưng phần còn lại của màn chơi sẽ được tập trung hoàn toàn vào Đế quốc Byzantine.

### Phe Hy Lạp
Chiến dịch thực sự đầu tiên tập trung vào Hy Lạp cổ đại. Năm màn chơi mở đầu (trên tổng số tám màn chơi) tập trung vào sự trỗi dậy của Hy Lạp. Câu chuyện kể về những người dân tộc Helladic ban đầu từ Anatolia, cuộc hành trình đến thành bang Danaans thần thoại (do vua Pelops và các con trai của ông ta lãnh đạo) từ Ai Cập, cuộc chiến thành Troy, sự trỗi dậy của thành bang Athena bằng công cuộc thống nhất Attica và những năm đầu của cuộc chiến tranh Peloponnesus. Có một số yếu tố hư cấu chẳng hạn như con ngựa Troy được các vị thần gửi tới Ithaca. Phần thứ hai là về cuộc đời của Alexander Đại đế. Màn chơi thứ sáu kể về việc Alexander lên ngôi vua Macedonia và kiểm soát Hy Lạp trên thực tế bằng cách đập tan các cuộc nổi dậy của các thành bang Thebes, Athena và Sparta. Màn chơi thứ bảy là trận Granicus, trận Issus và trận vây hãm thành Týros (Tyre). Màn chơi cuối cùng liên quan đến trận Gaugamela, chiếm Babylon và trận Cổng Ba Tư, một ngọn đèo nằm ngoài Persepolis, thủ đô nghi lễ của người Ba Tư. Chiến dịch kết thúc khi Alexander cùng quân đội của ông tiến vào Persepolis và may mắn thoát khỏi một vụ ám sát khi đến thăm mộ vua Xerxes I của Ba Tư, rồi sau đó ra lệnh xử tử Philotas vì sự phản bội và là một trong những kẻ chủ mưu (Philotas thực tế bị hành hình vì biết về âm mưu nhưng gặp thất bại trong việc cảnh báo Alexander).

### Phe Anh
Chiến dịch phe Anh nói về cuộc chiến giữa Anh và Pháp nhằm giành lấy uy quyền ở châu Âu. Ba màn chơi đầu tiên (trên tổng số tám) kể về William I của Anh và những chiến thắng của ông chống lại lãnh chúa Toustain, cuộc nổi loạn ở Normandy do Guy xứ Burgundy phát động (với sự giúp đỡ của Henry I của Pháp) vào năm 1047 và đánh bại Harold Godwinson trong trận Hastings năm 1066. Ba màn chơi tiếp theo diễn ra trong thời gian Chiến tranh Trăm năm giữa Anh và Pháp, Edward, Hoàng tử đen và các cuộc tấn công của ông ở Pháp sẽ xuất hiện trong màn chơi thứ tư và thứ năm. Riêng màn chơi thứ sáu là về câu chuyện Henry V của Anh, một số phần dựa trên vở kịch của William Shakespeare. Phần đầu tiên kể về những nỗ lực của Henry V trong việc đàn áp Lollard Heresy và phần thứ hai mô tả sự chiếm đóng Harfleur và trận Agincourt. Hai màn chơi cuối sẽ đưa người chơi vào vai Arthur Wellesley, Công tước thứ nhất của Wellington lần đầu tiên tham gia trong cuộc chiến chống lại đội quân Grande Armée chiếm đóng của Napoléon trong suốt cuộc chiến tranh bán đảo tại Roliça, Vimeiro, Badajoz, Talavera, Toledo, Salamanca và Toulouse. Ở màn chơi cuối cùng, Wellesley cuối cùng phải đối mặt chống lại Napoléon Bonaparte trong trận Waterloo. 

### Phe Đức
Trong chiến dịch phe Đức, bốn màn chơi đầu tiên diễn ra trong giai đoạn Thế chiến I với sự hiện diện của Nam tước Đỏ (Red Baron). Người chơi vào vai Richthofen trải qua những ngày đầu tiên của sự nghiệp Nam tước Đỏ cho đến những chiến tích của ông trên Mặt trận phía Tây. Màn chơi đầu tiên liên quan đến việc hướng dẫn Richthofen và viên phi công của ông là Bá tước Holck đến nơi an toàn sau khi máy bay của họ bị bắn rơi trên không phận Ba Lan vào năm 1914, nhưng sang màn chơi tiếp theo, Richthofen chỉ đóng vai trò là nhân vật phụ. Trong ba màn chơi tiếp theo, người chơi sẽ bảo vệ các lô hàng nguyên vật liệu chiến tranh vào Đức, điều khiển quân Đức ở trận Verdun và Kaiserschlacht tại trận Somme 1918.
Phần thứ hai, bao gồm ba màn chơi, chủ yếu đề cập đến các chiến dịch của Đức Quốc xã trong những năm đầu của Thế chiến II ở châu Âu. Màn chơi đầu tiên giới thiệu chiến thuật Blitzkrieg mà người chơi sẽ sử dụng nó để chinh phục Ba Lan, các quốc gia Scandinavia và Pháp trước khi liên minh Mỹ-Liên Xô tuyên chiến với Đức. Ở màn chơi tiếp theo nói về tàu ngầm Đức và mục tiêu tiêu diệt hải quân của Vương quốc Anh trong Trận chiến nước Anh trong đó chiếc thiết giáp hạm Bismark phải chống lại Hạm đội Nhà hùng hậu của Anh quốc. Trong màn chơi cuối cùng, người chơi tham gia chiến dịch Sư tử biển (trên thực tế chưa bao giờ thành công) sẽ chỉ huy Không quân Đức Luftwaffe tiến hành không kích bờ biển phía nam của nước Anh và sau đó quân đội Đức được tập hợp đổ bộ lên đất Anh dưới sự chỉ huy của Thống chế Erwin Rommel. khi tình thế bất lợi cho người Anh, Hạm đội 8 Hoa Kỳ (dẫn đầu bởi hàng không mẫu hạm Enterprise) sẽ neo đậu ở eo biển Bristol và đe dọa làm suy yếu cuộc xâm lược bằng cách trực tiếp hỗ trợ trong việc bảo vệ Vương quốc Anh (mặc dù trên thực tế Mỹ đứng trung lập và không tuyên chiến với Đức Quốc xã). Màn chơi cuối cùng kết thúc với sự phá hủy của Hạm đội 8, toàn bộ Hoàng gia Anh di tản sang Canada và quần đảo Anh sáp nhập vào lãnh thổ của Đệ tam Đế chế Đức.

### Phe Nga
Trong chiến dịch phe Nga, người chơi sẽ lãnh đạo Novaya Nga với mục tiêu tái thiết Liên bang Nga. Trò chơi bắt đầu vào năm 2018, khi nhà bất đồng chính kiến chính trị của Nga, Grigor Stoyanovich đã khơi dậy một cuộc nội chiến toàn quốc từ Volgograd và sau đó lên nắm giữ quyền lực tại điện Kremlin. Màn chơi thứ hai là về cuộc chinh phục lục địa châu Âu, nơi mà một liên minh giữa Đan Mạch, Na Uy, Ukraina và Vương quốc Anh không thành công trong việc cố gắng tách Novaya Nga ra khỏi Moskva bằng vũ lực và hỗ trợ các phiến quân chống lại Grigor hiện đang ẩn náu tại Kuybyshev. Trong màn chơi thứ ba, Grigor giờ đã cao tuổi bổ nhiệm vệ sĩ robot của ông làm người kế nhiệm chính thức, đập tan một cuộc đảo chính tại Moskva với sự giúp đỡ từ các lực lượng trung thành và cuối cùng qua đời vì bệnh tim. Dưới sự thống trị của Grigor II, Novaya Nga tiếp tục công cuộc chinh phục thế giới. Trong một nhiệm vụ bí mật thâm nhập sâu suốt cuộc xâm lược đầy tốn kém của Novaya Nga vào Trung Quốc, các nhà khoa học Trung Quốc đã tìm cách cố gắng để tạo ra một cỗ máy thời gian. Sự thất bại của Trung Quốc suýt nữa ngăn chặn nghịch lý thời gian nhưng sự tàn phá của cỗ máy thời gian đã để lại Sergei Molotov bị nhiễm một liều bức xạ điện từ gây chết người cần phải thay thế phần lớn cơ thể của anh bằng cách cấy ghép điều khiển học. Vào thời gian này, Novaya Nga đã kiểm soát phần lớn lục địa Á-Âu. Trong màn chơi áp chót, suốt cuộc tấn công xâm lược vùng biển Caribbean, Cuba và Hoa Kỳ vào năm 2098, Tướng Sergei Molotov cuối cùng nhận ra rằng Grigor II đã trở nên điên loạn khi Grigor II ra lệnh cho Molotov thông qua một liên kết vệ tinh để tiêu diệt toàn bộ dân số hơn 18 triệu người của Cuba đối với nguy cơ tiềm năng về một cuộc nổi loạn. Bằng cách đào thoát sang Mỹ và hợp tác với đặc vụ của lực lượng đặc biệt Molly Ryan, ông ban hành lại kế hoạch của Trung Quốc bằng cách giành lại Cuba trong một cuộc phản công và xây dựng một cỗ máy thời gian du hành trở lại Voronezh vào năm 2018 để thay đổi quá khứ. Họ đến chỉ một vài phút quá muộn khi Grigor đã rời Voronezh trong một chiếc xe tải chở khoai tây. Ngoài ra, Grigor II đã biết được về các kế hoạch của họ và sử dụng cỗ máy thời gian để du hành trở lại và sử dụng các công nghệ của tương lai để củng cố Volgograd với một biệt đội khá lớn gồm toàn người máy trang bị vũ khí công nghệ cao. Nhưng Molotov và Ryan đã chế ngự được ngay cả lợi thế công nghệ của Grigor II bằng cách gửi gián điệp về để ăn cắp công nghệ cho chính họ. Một cuộc đấu tranh lớn nổ ra giữa lực lượng Chính phủ và Đảng Ushi chỉ kết thúc với sự hủy diệt của Grigor II và vụ ám sát Grigor Stoyanovich (người đã chứng minh là không hợp lý do kiến thức về sức mạnh quân sự của Novaya Nga từ người kế nhiệm ông). Chiến dịch kết thúc với một câu hỏi chưa được trả lời: 
| “ | Tôi có thể cảm thấy sự xoay cuồng của cơn lốc thời gian... đã kéo tôi... trở lại. Nhưng tương lai mà tôi sẽ trở lại ra sao đây? Nó sẽ tốt hơn hay tệ hơn? | ” |

## Phát triển

Hình ảnh trong giai đoạn phát triển ban đầu của Empire Earth.

Empire Earth được Stainless Steel Studios công bố vào ngày 31 tháng 3 năm 2000, với ngày phát hành dự kiến nửa đầu năm 2001. Khi lần đầu tiên được phỏng vấn về game, Rick Goodman và Stefan Arnold đã nhận xét về tiến độ và bố cục của game vào ngày 12 tháng 12 năm 2000. Họ đề cập đến nhiều mặt của trò chơi bao gồm cả việc sử dụng các anh hùng, nâng cấp đơn vị, sự đa dạng phe phái, xây dựng kinh tế và đánh bóng sản phẩm lần cuối.
Ngày 18 tháng 1 năm 2001, Stainless Steel Studios đã thêm vào Damon "Stratus" Gauthier để làm về phần chơi nhiều người của game. Ông từng là cựu binh của một số giải đấu StarCraft và có ý muốn cân bằng mục chơi mạng của game. Empire Earth cũng xuất hiện tại E3 2000 và E3 2001 để thông báo về sự phát triển của game cũng như tung ra bản thử nghiệm beta và đoạn phim giới thiệu được phát hành vào đầu tháng 8 năm 2001. Năm 2005, Stainless Steel Studios đã đóng cửa do thiếu kinh phí trong việc phát triển game và trả lương nhân viên.

## Đón nhận

### Đánh giá
| Nơi đánh giá  | Điểm số |
| ------------- | ------- |
| IGN           | 8.5/10  |
| GameSpy       | 94/100  |
| GameSpot      | 7.9/10  |
| Game Rankings | 82%     |

Empire Earth đạt số điểm tầm 82% theo Game Rankings và đoạt giải thưởng "PC Game of the Year" (trò chơi máy tính của năm) 2001 từ GameSpy. Game được IGN xếp hạng 8.5/10 và nhận xét rằng "Bất kỳ ai quen thuộc với Age of Empires sẽ bị nhấn chìm vào Empire Earth. Với một số bổ sung và một vài thay đổi nhỏ về mô hình kinh tế và giao diện gần chính xác như vậy vào Age of Empires II". GameSpot không mấy ấn tượng, chỉ cho 7.9/10 và nói "Empire Earth tốt nhất chỉ dành cho những người chơi chiến lược thời gian thực lão luyện mà chẳng bận tâm về mặt đồ họa và âm thanh tệ hại nhưng thay vào đó sẽ thích thú với khả năng hồi tưởng 14 kỷ nguyên khác nhau của chiến tranh nhân loại". Game Informer thất vọng và chấm với số điểm 6.25/10 rồi nói "Empire Earth không thể bước đi như thể chỉ được cái nói suông. Mặc dù không có bản vá lỗi nào có thể sửa chữa một trong các mục nói trên, sau này chắc chắn sẽ thấy một số loại điều chỉnh nhanh chóng trong tương lai gần".
Tạp chí Thế giới Vi Tính chuyên mục Game Club ca ngợi "Empire Earth tạo cho ta cảm giác như được chơi đến 14 trò chơi khác nhau. Mỗi kỷ nguyên có một phong cách riêng. Những chiến binh cưỡi ngựa với gậy gộc đơn sơ sẽ trở thành kỵ sĩ áo giáp sắt trong các trận chiến ác liệt thời Trung Cổ. Và rồi chiến thuật thay đổi khi xuất hiện thuốc súng. Bất thình lình, một người nào đó sáng chế ra súng máy, bạn lại phải vắt óc tìm kiếm một chiến thuật mới" cùng phong cách đồ họa "Không giống Age of Empires, Empire Earth được xây dựng trong không gian 3 chiều nền cần đến những hệ thống có cấu hình mạnh. Đồ họa của trò chơi thực sự nổi bật: cảnh máy bay nhào xuống xé rách không khí, tàu ngầm lướt băng băng dưới mặt nước và những cuộc rượt đuổi trên các sườn đồi được thể hiện hết sức chân thực. Bạn có thể phóng to khung cảnh để quan sát rõ hơn và rồi bạn sẽ thật sự bất ngờ khi chiêm ngưỡng các trận đánh ác liệt trong không gian 3D. Ngoài ra, các đoạn phim cũng không chê vào đâu được. Mỗi thời kỳ sẽ được miêu tả chân thực qua âm thanh cũng như hình ảnh đồ họa của trò chơi. Đây cũng là một trong những thế mạnh của Empire Earth".
Empire Earth đã bán được hơn 1 triệu bản. Ngoài ra nó còn được tái phát hành trong bản gộp Empire Earth Gold Edition vào ngày 6 tháng 5 năm 2003. Nó gồm cả phiên bản gốc và bản mở rộng, hướng dẫn sử dụng và cây công nghệ cho cả hai bản game, tài liệu tham khảo phím nóng và cuốn hướng dẫn chiến lược chính thức. 

### Phần tiếp theo
Empire Earth còn tung ra một số phần tiếp theo và bản mở rộng cuối cùng cho Empire Earth là Empire Earth: The Art of Conquest được phát hành vào 5 tháng năm 2002, phần tiếp theo là Empire Earth II được phát hành vào năm 2005. Empires: Dawn of the Modern World được coi là "phần tiếp theo tinh thần" cho Empire Earth, kể từ khi nó được Stainless Steel Studios làm và phát hành giữa Empire Earth và Empire Earth II. Phiên bản điện thoại di động của Empire Earth là Empire Earth Mobile được phát hành vào năm 2005. Phần tiếp theo cuối cùng của dòng game là Empire Earth III được phát hành vào ngày 6 tháng 11 năm 2007.